# Under the Boardwalk
Under the Boardwalk è una canzone pop scritta da Kenny Young e Arthur Resnick e registrata nel 1964 dal gruppo R&B statunitense The Drifters. Si trova alla posizione numero 489 della lista delle 500 migliori canzoni della storia redatta dalla rivista inglese Rolling Stone.

## Analisi
Nel testo si descrive un appuntamento tra due fidanzati in una città di mare, più specificatamente in un luogo "out of the sun", fuori dalla vista da tutti, sotto un passerella e può essere inteso come una sorta di continuazione della storia d'amore cominciata in Up on the Roof, prima hit dei Drifters. Il pezzo in questione infatti raccontava la storia di un ragazzo e una ragazza che si incontravano sul tetto di una casa; quindi forse essi avevano deciso di vedersi in modo diverso, più comodo, scegliendo perciò un paesino marittimo. Questa ipotesi è suffragata inoltre dall'introduzione di Under the Broadwalk, esattamente uguale all'accompagnamento strumentale della canzone sopra citata.
Per quanto riguarda il lato puramente musicale, la strumentazione del singolo è alquanto insolita, in quanto comprende un güiro, un triangolo e dei violini. Ma la vera peculiarità è il ritornello, che passa da una chiave maggiore alla relativa minore

## Storia
Fu pianificato di registrare Under the Boardwalk il 21 maggio del 1964 ma il cantante Rudy Lewis morì per una sospetta overdose di eroina la notte prima della data stabilita e così nacquero numerosissimi problemi. Lewis infatti fu il frontman del gruppo fin dal 1960, dopo l'abbandono di Ben E. King e sostituirlo quindi non era una cosa facile. Fermato quindi il progetto di registrazione della canzone, i Drifters si misero alla ricerca di un nuovo esecutore, e lo trovarono presso Johnny Moore che fu lieto di ricoprire la parte principale di cantante principale del brano. Altri musicisti furono poi Ernie Hayes al piano, Everett Barksdale, Bill Suyker e Bob Bushnell alle chitarre, Milt Hinton al basso, Gary Chester alla batteria e George Devens alle percussioni. Questa mossa si rivelò un successo, poiché la composizione, pubblicata dalla Atlantic Records, arrivò al numero 4 della Billboard Hot 100 e stazionò al primo posto per tre settimane consecutive cella classifica R&B della rivista Cash Box.

## Versioni
Esistono due versioni di Under the Boardwalk. Quella mono a 45 giri pubblicata negli Stati Uniti contiene il verso "We'll be falling in love." mentre quella stereo inserita nell'album presenta "We'll be making love". Sono due registrazioni completamente diverse, non modificate da nessuno. Inoltre è presente una terza versione del singolo che contiene la frase "on a blanket with my baby is where I'll be" cantata non da Moore ma da qualcun altro non identificato che appare nella raccolta Golden Hits. Inoltre questa presenta sia "We'll be falling in love" che " We'll be making love" detti rispettivamente nel secondo e nel terzo ritornello.

## Cover
Under the Boardwalk fu nuovamente registrata da moltissimi artisti diversi, come The Beach Boys, The Lincolns, John Mellencamp, Bad Boys Blue, Mud, Clifford con i Surf Rats, The Undertones, Bette Midler, Rickie Lee Jones e i Tom Tom Club (la cui versione raggiunse il posto 22 della UK Top 40 nel 1982, diventando così la prima cover del brano ad essersi posta così in alto in una classifica inglese). Le versioni di Billy Joe Royal, Bruce Willis (che, con il secondo posto, si rivelò un grande successo in Inghilterra) e di Lynn Anderson (ventiquattresimo nelle Country singles) entrarono nei grafici di vendita. Huey Lewis la canta frequentemente nei suoi concerti.
Il pezzo fu tradotto in spagnolo e interpretato dai pionieri dell'Argentine rock, i Los Gatos Salvajes con il titolo Bajo la rambla. Fu incluso nel loro album del 1965 Los Gatos Salvajes. Un'altra band argentina, Los Perros, pubblicò una cover del pezzo, in Perfume y dolor (1982). Sempre nell'America latina, in Messico, un'altra interpretazione del singolo (intitolata Fue en un café) venne pubblicata nel 1966 da parte dei Los Apson Boys.
Anche i Rolling Stones fecero una cover di Under the Boardwalk che nel 1964 arrivò al primo posto in Australia. Il brano fu inserito nei loro album 12 X 5, The Rolling Stones No. 2 e Rhythms del Mundo Classics.
Nell'agosto del 2007 il cantante soul Guy Sebastian registrò una "tribute version" della canzone agli Ardent Studios di Memphis, Tennessee, per la sua antologia di interpretazioni di classici soul intitolata The Memphis Album a cui parteciparono molti musicisti della Stax come Steve Cropper, Donald "Duck" Dunn, Lester Snell, Steve Potts.

### Parodie
- Una parodia swamp pop della canzone, (Holly Beach) Under the Boardwalk, di Kenny Tibbs (Kenny Thibodeaux), pubblicata nel 1991, fu perennemente presente nei jukebox della Louisiana fino a che l'Uragano Rita spazzò via nel 2005 Holly Beach.
- Un'altra "parody cover" venne dalla Germania. Il gruppo Lothar & die Trabanten nel 1991 incise Unter dem Wartburg (Under the Wartburg), una canzone che descrive i problemi tecnici che un padre di famiglia ha con la sua Wartburg, una macchina fatta nella Repubblica Democratica Tedesca, con la quale compie un viaggio da Dresda a Rimini.[4]
- Nel 2001 Bill Harley registrò una versione alternativa del pezzo con un testo adattato per i bambini, chiamata Down in the Backpack.
- Dopo che l'Uragano Sandy colpì il Jersey Shore, creando disagi e distruzioni nell'area New York-New Jersey, Jimmy Fallon, Billy Joel, Bruce Springsteen e Steven Tyler suonarono Under the Boardwalk durante il telethon Hurricane Sandy: Coming Together, riferendosi alle molte passerelle litorali che sono state danneggiate o distrutte dalla tempesta.